# Scena (film)
Scena (czasem fraza montażowa) − dynamiczna jednostka budulca filmowego; kompozycyjnie wyodrębniony fragment filmu składający się z przynajmniej jednego ujęcia, charakteryzujące się jednością czasu, miejsca i akcji. W przypadku scen składających się z bardzo długich ujęć (trwających nawet do 10 minut − tzw. master shot lub long take) granica między ujęciem a sceną zostaje zatarta.